# Орден Нации (Ямайка)
Орден Нации – государственная награда Ямайки, предназначенная для вручения генерал-губернаторам и премьер-министрам Ямайки.

## История
Орден нации учреждён 18 июля 1969 года и был определён как отличительный знак назначенных генерал-губернаторов Ямайки, за исключением, если на момент назначения в должности, они не были кавалерами ордена Национального героя. С 2002 года было принято решение вручать орден Нации назначенным премьер-министрам Ямайки, в том числе и бывшим.

## Степени
Орден Нации имеет только одну степень. Награждённые имеют право после своего имени проставлять постноминальные литеры «ON».
Инсигнии ордена состоят из нагрудной звезды и широкой чрезплечной ленты.

## Описание
Знак ордена представляет собой двенадцатиконечную звезду белого золота с остроконечными двугранными лучами, между которыми золотые плоды ананаса. В центре знака круглый медальон красной эмали с каймой зелёной эмали. В центре медальона золотой рельефный герб Ямайки. На кайме золотыми буквами девиз ордена «ONE NATION UNDER GOD», слова которого разделены точками.
Лента ордена красного цвета с тонкими зелёными полосками, отстающими от края.